# 丹尼斯·施曼特-贝塞拉特
丹尼斯·施曼特-贝塞拉特（1933年8月10日—）是一位法国裔美国考古学家，德克薩斯大學奧斯汀分校教授，专攻古代近東的考古与艺术史。